# Pasma WARC
Pasma WARC – trzy pasma (30 m, 17 m i 12 m) na falach krótkich używane przez krótkofalowców. Pasma zostały przydzielone (stąd ich nazwa) po Światowej Administracyjnej Konferencji Radiowej (WARC '79) i udostępnione do używania na początku lat osiemdziesiątych XX w.
Po Konferencji Regionu 1 IARU w Warnie w Bułgarii w dniach 21–27 września 2014 roku opracowano nowy bandplan dla Regionu 1, który wszedł w życie 1 czerwca 2016 roku.
Z powodu małej szerokości pasm (100 kHz i mniej) istnieje rodzaj dżentelmeńskiej umowy opartej wyłącznie na wzajemnym zaufaniu, że pasma WARC nie mogą być wykorzystywane do powszechnego użycia podczas zawodów.

## Podział pasma 30 m w Polsce[3]
Dane z 2014 roku
| Częstotliwość w kHz                      | Maksymalna szerokość pasma w Hz | Rodzaje emisji i przeznaczenie         |
| ---------------------------------------- | ------------------------------- | -------------------------------------- |
| 10100–10140                              | 200                             | CW                                     |
| 10140–10150                              | 500                             | Wąskie rodzaje emisji – emisje cyfrowe |
| Częstotliwości specjalne / Przeznaczenie |                                 |                                        |
| 10110                                    | CW DXpeditions                  | CW DXpeditions                         |
| 10115                                    | CW IOTA                         | CW IOTA                                |
| 10116                                    | Środek aktywności QRP           | Środek aktywności QRP                  |
| 10126                                    | AMTOR                           | AMTOR                                  |
| 10128                                    | AMTOR                           | AMTOR                                  |
| 10130–10140                              | RTTY                            | RTTY                                   |
| 10135–10145                              | Hell                            | Hell                                   |
| 10137                                    | CLOVER                          | CLOVER                                 |
| 10138,5                                  | Olivia 500                      | Olivia 500                             |
| 10139                                    | JT65A                           | JT65A                                  |
| 10140                                    | PSK                             | PSK                                    |
| 10140–10150                              | RTTY                            | RTTY                                   |
| 10141,5                                  | Olivia 500                      | Olivia 500                             |
| 10142,150                                | PSK31                           | PSK31                                  |
| 10142,5                                  | Olivia 500                      | Olivia 500                             |
| 10143                                    | CLOVER                          | CLOVER                                 |
| 10147                                    | MFSK16, THROB                   | MFSK16, THROB                          |

## Podział pasma 17 m w Polsce[4]
Dane z 2014 roku
| Częstotliwość w kHz                      | Maksymalna szerokość pasma w Hz                                               | Rodzaje emisji i przeznaczenie                                                |
| ---------------------------------------- | ----------------------------------------------------------------------------- | ----------------------------------------------------------------------------- |
| 18068–18095                              | 200                                                                           | CW                                                                            |
| 18095–18105                              | 500                                                                           | Wąskie rodzaje emisji – emisje cyfrowe                                        |
| 18105–18109                              | 500                                                                           | Wąskie rodzaje emisji – emisje cyfrowe, stacje bezobsługowe                   |
| 18109–18111                              | –                                                                             | IBP, wyłącznie dla radiolatarni                                               |
| 18111–18120                              | 2700                                                                          | Wszystkie rodzaje emisji – emisje cyfrowe, stacje bezobsługowe                |
| 18120–18168                              | 2700                                                                          | Wszystkie rodzaje emisji                                                      |
| Częstotliwości specjalne / Przeznaczenie |                                                                               |                                                                               |
| 18075                                    | CW DXpeditions                                                                | CW DXpeditions                                                                |
| 18086                                    | Środek aktywności QRP                                                         | Środek aktywności QRP                                                         |
| 18090                                    | CW IOTA                                                                       | CW IOTA                                                                       |
| 18100                                    | PSK                                                                           | PSK                                                                           |
| 18100–18105                              | RTTY                                                                          | RTTY                                                                          |
| 18100,150                                | PSK31                                                                         | PSK31                                                                         |
| 18102                                    | JT65A                                                                         | JT65A                                                                         |
| 18102,65                                 | Olivia 500                                                                    | Olivia 500                                                                    |
| 18103,65                                 | Olivia 500                                                                    | Olivia 500                                                                    |
| 18104–18107                              | Hell                                                                          | Hell                                                                          |
| 18105                                    | MFSK16/Stream                                                                 | MFSK16/Stream                                                                 |
| 18105                                    | THROB                                                                         | THROB                                                                         |
| 18117,5                                  | ALE                                                                           | ALE                                                                           |
| 18128                                    | SSB IOTA                                                                      | SSB IOTA                                                                      |
| 18130                                    | Środek aktywności SSB QRP                                                     | Środek aktywności SSB QRP                                                     |
| 18145                                    | SSB DXpeditions                                                               | SSB DXpeditions                                                               |
| 18150                                    | środek aktywności głosowych emisji cyfrowych (DV)                             | środek aktywności głosowych emisji cyfrowych (DV)                             |
| 18160                                    | środek ogólnoświatowej aktywności alarmowej i polskie Centrum Kryzysowe EmCom | środek ogólnoświatowej aktywności alarmowej i polskie Centrum Kryzysowe EmCom |

## Podział pasma 12 m w Polsce[5]
Dane z 2014 roku
| Częstotliwość w kHz                      | Maksymalna szerokość pasma w Hz    | Rodzaje emisji i przeznaczenie                                 |
| ---------------------------------------- | ---------------------------------- | -------------------------------------------------------------- |
| 24890–24915                              | 200                                | CW                                                             |
| 24915–24925                              | 500                                | Wąskie rodzaje emisji – emisje cyfrowe                         |
| 24925–24929                              | 500                                | Wszystkie rodzaje emisji – emisje cyfrowe, stacje bezobsługowe |
| 24929–24931                              | –                                  | IBP, wyłącznie dla radiolatarni                                |
| 24931–24940                              | 2700                               | Wszystkie rodzaje emisji – emisje cyfrowe, stacje bezobsługowe |
| 24940–24990                              | 2700                               | Wszystkie rodzaje emisji                                       |
| Częstotliwości specjalne / Przeznaczenie |                                    |                                                                |
| 24895                                    | CW DXpeditions                     | CW DXpeditions                                                 |
| 24906                                    | Środek aktywności QRP              | Środek aktywności QRP                                          |
| 24917                                    | JT65A                              | JT65A                                                          |
| 24920–24925                              | PSK, RTTY                          | PSK, RTTY                                                      |
| 24920,150                                | PSK31                              | PSK31                                                          |
| 24921,5                                  | Olivia 500                         | Olivia 500                                                     |
| 24924                                    | Hell                               | Hell                                                           |
| 24929                                    | Stream, THROB                      | Stream, THROB                                                  |
| 24932                                    | ALE                                | ALE                                                            |
| 24945                                    | SSB DXpeditions                    | SSB DXpeditions                                                |
| 24950                                    | Środek aktywności SSB QRP SSB IOTA | Środek aktywności SSB QRP SSB IOTA                             |
| 24960                                    | Środek aktywności DV               | Środek aktywności DV                                           |

## Charakterystyka[6]

### Pasmo 30 metrów
W ciągu dnia typowy zasięg wynosi około 1500 km, w nocy zwiększa się nawet do powyżej 20 000 km. Pasmo to jest najbardziej odporne na zmiany propagacji wywołane aktywnością Słońca.

### Pasmo 17 metrów
Przypomina pasmo 15 m. Podczas dużej aktywności słonecznej umożliwia przeprowadzanie łączności DX w ciągu dnia i wczesnym wieczorem. Przy umiarkowane aktywności Słońca pasmo zamyka się tuż po zachodzie, a w czasie minimum aktywności pasmo otwarte jest tylko w godzinach popołudniowych.

### Pasmo 12 metrów
Łączy cechy pasma 10 m i 15 m – w czasie małej i umiarkowanej aktywności słonecznej jest to pasmo „dzienne”, a w latach dużej aktywności słonecznej umożliwia łączności DX również po zachodzie Słońca. W przeciwieństwie do pasma 10 metrów niska aktywność raczej nie powoduje całkowitego wyłączenia pasma na średnich szerokościach geograficznych. Łączności na sporadycznej warstwie E występują późną wiosną i latem, a czasami również zimą.